# Danoje

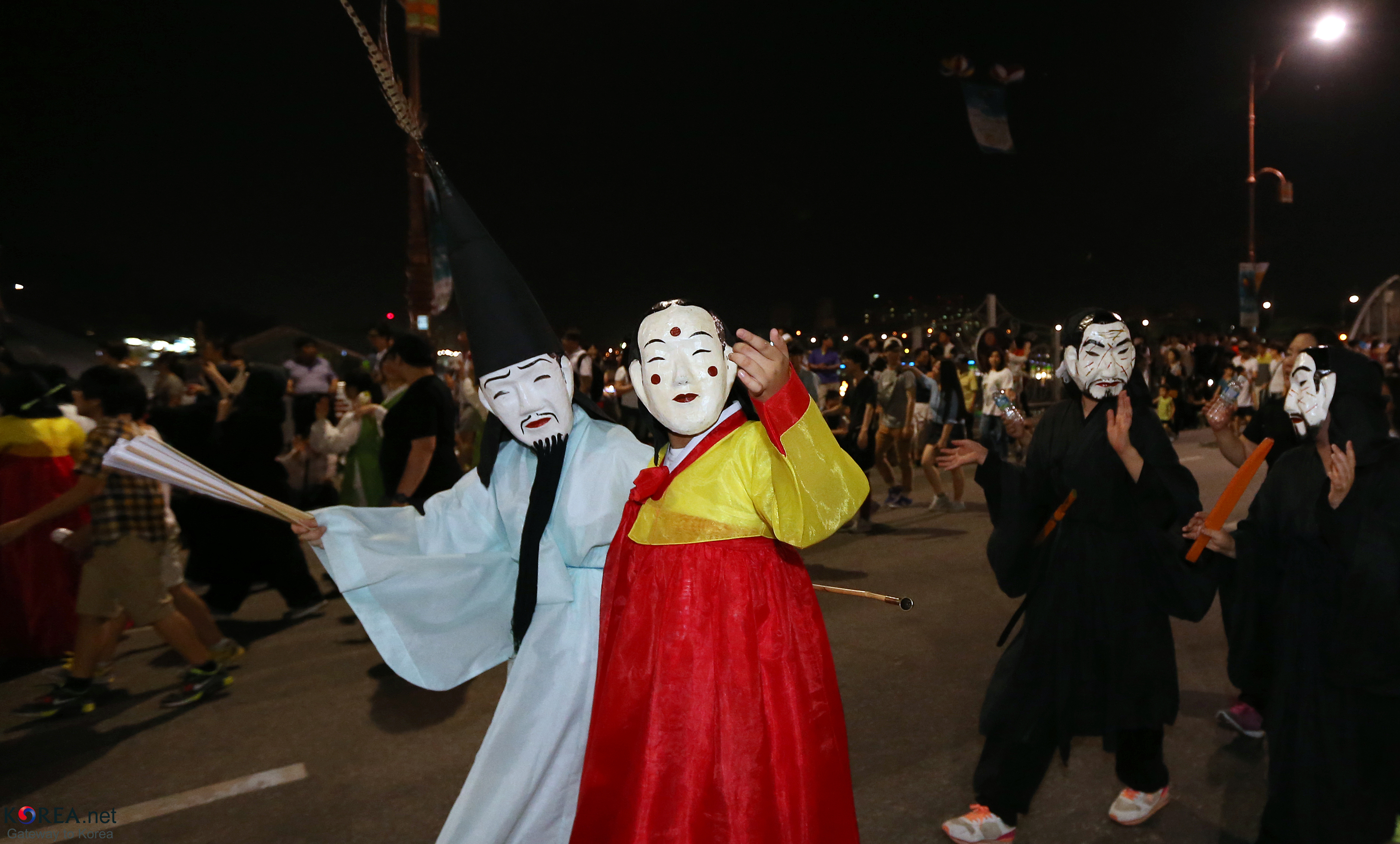

Danoje is een vollemaansfeest uit Gangneung in Zuid-Korea, het feest bevat traditionele spelen en sjamanistische gedenkrituelen. 
Het feest duurt vier weken en begint met het brouwen van een heilige likeur en Dano-sjamanistische rituelen. Een heilige boom speelt de centrale rol. Een specifiek element van het feest is dat rituelen uit het confucianisme, sjamanisme en boeddhisme naast elkaar bestaan. Opvallend bij Danoje is de Gwanno Gamyeongeuk, een traditionele maskerdans. Sinds 2005 staat Danoje vermeld op de Lijst van Meesterwerken van het Orale en Immateriële Erfgoed van de Mensheid.